# Nyctibora azteca
Nyctibora azteca är en kackerlacksart som beskrevs av Henri Saussure och Leo Zehntner 1893. Nyctibora azteca ingår i släktet Nyctibora och familjen småkackerlackor. Inga underarter finns listade i Catalogue of Life.